# Maníaco de Contagem
Marcos Antunes Trigueiro, conhecido como o Maníaco do Industrial ou Maníaco de Contagem (Brasília de Minas, 29 de maio de 1978), é um ex-motorista brasileiro acusado de ser um assassino em série de mulheres que agia em Contagem e Belo Horizonte, Minas Gerais. Marcos estuprou e assassinou cinco mulheres entre 17 de abril de 2009 e 26 de fevereiro de 2010, quando foi detido pela Polícia Civil de Minas Gerais no bairro Lindeia, junto ao bairro Industrial em Contagem. Os policiais chegaram até ele rastreando os telefones celulares das vítimas, tendo Marcos confessado a autoria das cinco mortes após a detenção. O delegado Edson Moreira, um dos responsáveis pelo caso, divulgou em 26 de fevereiro que pelo menos três mulheres conseguiram escapar do maníaco.
Em 2 de fevereiro de 2010, a polícia havia divulgado que existia um padrão de comportamento comum em todos esses crimes, e que a perícia concluíra que o sêmen encontrado nas três vítimas de 2009 era do mesmo autor.
O caso relembra outro ocorrido em Belo Horizonte entre 1999 a 2001, quando doze mulheres foram encontradas estupradas e mortas em municípios da Grande Belo Horizonte, chamado de Maníaco da UFMG ou Maníaco da Pampulha, cujo autor nunca foi preso.

## Biografia
Marcos Antunes Trigueiro nasceu em Brasília de Minas, Minas Gerais e passou parte da vida nos estados de São Paulo e Rio de Janeiro, sempre voltando à Minas Gerais. Marcos foi casado ao menos duas vezes, sua atual esposa é Rose Paula Teixeira Câmara Trigueiro.[carece de fontes?]

## Vítimas
- Ana Carolina Menezes Assunção, comerciante de 27 anos, foi encontrada morta estrangulada dentro do próprio carro no bairro João Pinheiro, região Noroeste, no dia 17 de abril de 2009. O seu filho, um bebê de apenas catorze meses, estava no veículo e foi encontrado dormindo sobre o corpo da mãe, não tendo sido molestado. Ana Carolina foi estrangulada com um cadarço de tênis.[2]
- Maria Helena Lopes Aguilar, de 49 anos, foi encontrada morta estrangulada dentro do próprio carro na Rua das Trombetas, Conjunto Califórnia, Noroeste de Belo Horizonte, no dia 17 de setembro de 2009. Maria Helena foi estrangulada com o cinto de segurança no banco de trás do carro.[2]
- Edna Cordeiro de Oliveira Freitas, contadora de 35 anos, foi encontrada morta numa estrada de terra que liga o bairro Jardim Canadá, em Nova Lima, à BR-040, em 12 de novembro de 2009. O seu automóvel havia sido encontrado no dia anterior no bairro Industrial em Contagem com todos os seus pertences no interior, exceto o telefone celular. Edna foi enforcada com o colar que usava.[2]
- Adina Feitor Porto, estudante de direito de 34 anos, desapareceu em 7 de janeiro de 2010, depois de sair de sua casa no bairro Santa Margarida para ir à faculdade. Seu carro foi encontrado no Barreiro de Baixo no dia seguinte.[2]
- Natália Cristina de Almeida Paiva, comerciante de 27 anos, desapareceu em 7 de outubro de 2010 no bairro Lindeia, região do Barreiro. Seu corpo foi encontrado 22 dias depois, em uma mata na região de Ribeirão das Neves, porém foi enterrado como indigente. Somente 4 meses depois, a família reconheceu as roupas de Natália, seu corpo foi exumado e realizado o reconhecimento da vítima.